# Аксёнов, Олег Васильевич
Оле́г Васи́льевич Аксёнов (31 июля 1960, Балтийск, РСФСР, СССР — 21 октября 2024) — журналист, телеведущий, бывший глава управления информацией МВД, бывший директор департамента государственной политики в сфере АПК и информации Минсельхоза.

## Биография
Родился 31 июля 1960 года в Балтийске в семье офицера Военно-Морского Флота. Учился в Воронежском государственном университете. Служил в частях противовоздушной обороны.
С 1981 года служит в Министерстве внутренних дел (МВД) РФ. Работал в системе Государственной автомобильной инспекции Главного управления внутренних дел г. Москвы. Пять лет работал в дежурной части, был помощником дежурного, выездным дежурным. Генерал-майор милиции.
В 1985 году окончил факультет журналистики Московского государственного университета.

## Телевидение
С 1989 года — корреспондент журнала «Советская милиция», редактор отдела газеты МВД РФ «Щит и меч», затем работал в телерадиостудии «Криминформ». Был ведущим и руководителем программы «ЭКС» («Экран криминальных сообщений»).
В 1991 года — корреспондент публицистической программы «Совершенно секретно» на телеканале «РТР».
С 1996 года — заместитель начальника Объединённой редакции МВД РФ.
С апреля по май 1996 года — ведущий и редактор еженедельной информационно-публицистической программы «19.59» информационно-аналитического центра ЗАО «ОРТВ».
С января 1997 по 2001 год — соавтор идеи, руководитель и ведущий информационно-публицистической программы «Дежурная часть» (ЗАО «Телепроект» — РТР).
В июле 1999 года был назначен начальником Управления информации МВД России.
С 17 сентября 2001 по 8 февраля 2004 г. — генеральный директор спортивного канала «7ТВ». 24 октября 2002 года в течение ночи вёл на канале «7ТВ» прямой эфир из студии «ВКТ», посвящённый теракту в театральном центре на Дубровке.
Умер 21 октября 2024 года. Последние годы жизни серьёзно болел и находился на лечении в Германии.

## Личная жизнь
Был женат. Имел дочь и троих сыновей.